# Vindrac-Alayrac
Vindrac-Alayrac är en kommun i departementet Tarn i regionen Occitanien i södra Frankrike. Kommunen ligger i kantonen Cordes-sur-Ciel som tillhör arrondissementet Albi. År 2022 hade Vindrac-Alayrac 155 invånare.

## Befolkningsutveckling
Antalet invånare i kommunen Vindrac-Alayrac
| Referens: INSEE |